# Primera División (Uruguay) 1955
Die Saison 1955 der Primera División war die 52. Spielzeit (die 24. der professionellen Ära) der höchsten uruguayischen Spielklasse im Fußball der Männer, der Primera División.
Die Primera División bestand in der Meisterschaftssaison des Jahres 1955 aus zehn Vereinen, deren Mannschaften in den insgesamt 90 Meisterschaftsspielen jeweils zweimal aufeinandertrafen. Es fanden 18 Spieltage statt. Die Meisterschaft gewann Nacional Montevideo als Tabellenerster vor Peñarol Montevideo und dem CA Cerro als Zweitem und Drittem der Saisonabschlusstabelle. Als Tabellenletzter stieg River Plate aus der Primera División in die Segunda División ab. Torschützenkönig wurde mit 17 Treffern Javier Ambrois.

## Jahrestabelle
| Pl. | Verein                 | Sp. | S  | U | N  | Tore    | Diff. | Punkte |
| --- | ---------------------- | --- | -- | - | -- | ------- | ----- | ------ |
| 1.  | Nacional Montevideo    | 18  | 14 | 3 | 1  | 053:210 | +32   | 31     |
| 2.  | Peñarol Montevideo (M) | 18  | 10 | 7 | 1  | 036:170 | +19   | 27     |
| 3.  | CA Cerro               | 18  | 6  | 6 | 6  | 030:190 | +11   | 18     |
| 4.  | Danubio FC             | 18  | 6  | 6 | 6  | 037:320 | +5    | 18     |
| 5.  | Club Atlético Defensor | 18  | 6  | 5 | 7  | 029:380 | −9    | 17     |
| 6.  | Rampla Juniors         | 18  | 5  | 6 | 7  | 028:310 | −3    | 16     |
| 7.  | Montevideo Wanderers   | 18  | 5  | 6 | 7  | 021:240 | −3    | 16     |
| 8.  | Sud América (N)        | 18  | 6  | 3 | 9  | 023:410 | −18   | 15     |
| 9.  | Liverpool FC           | 18  | 6  | 1 | 11 | 022:310 | −9    | 13     |
| 10. | River Plate            | 18  | 2  | 5 | 11 | 015:400 | −25   | 09     |

| (M) | Meister der vorangegangenen Saison  |
| (N) | Aufsteiger aus der Segunda División |